# Нурецьке водосховище
Нуре́цьке водосхо́вище — штучне водосховище, створене на річці Вахш, в межах Нурецької нохії Таджикистану. Утворилось перед греблею Нурецької ГЕС.

## Гідрологія
Заповнення водосховища проходило в 1972 році. Площа водного дзеркала становить 98 км², об'єм води становить 10,5 км³, довжина — 70 км, ширина — 1 км. Середня глибина водойми становить 107 м. Рівень водосховища коливається в межах 53 м. Воно здійснює сезонне регулювання стоку річки Вахш. Використовується для зрошування 1 млн га родючих земель Каршинського та Кзил-Кумського степів, Дангаринського плато та інших територій. По водоймі здійснюється судноплавство. Скид води здійснюється через тунель, пробитий у скелі довжиною 5 км. Біля греблі розташоване місто Нурек.

## Туризм
Водосховище дуже популярне серед туристів, оскільки тут є можливість кататись на човнах, а з середини озера відкривається панорама ущелини обнесеною сніжними піками. Недоліком є те, що тут немає піщаних пляжів оскільки це не природне озеро, тож скелясті схили спускаються просто до води. Тим не менше у багатьох місцях вздовж узбережжя пришвартовані плавучі будиночки з яких зручно спускатись на воду для плавання.

## Природа
Східна частина акваторії Нурекського водосховища входить до складу Нурекського комплексного заказника. Його загальна площа складає 14,4 тис. га.

## Легенда
За легендою сто років тому через Хатлонську область Таджикистану проїжджав Саїд Олімхан, 12-й і останній бухарський емір, який переховувався від нової влади. Щоб зберегти свої багатства він заховав їх і відтоді їх не можуть знайти оскільки вони опинились на дні Нурекського водосховища.